# Асбах-Зикенберг
Асбах-Зикенберг (нем. Asbach-Sickenberg) — община в Германии, в земле Тюрингия. 
Входит в состав района Айхсфельд. Подчиняется управлению Удер.  Население составляет 116 человек (на 31 декабря 2010 года). Занимает площадь 9,78 км².